# Kinetoskias sileni
Kinetoskias sileni är en mossdjursart som beskrevs av Jean-Loup d'Hondt 1975. Kinetoskias sileni ingår i släktet Kinetoskias och familjen Bugulidae. Inga underarter finns listade i Catalogue of Life.